# Primera División 1966 (Chili)
In 1966 werd het 34ste seizoen gespeeld van de Primera División, de hoogste voetbalklasse van Chili. Universidad Católica werd kampioen.  

## Eindstand
| Plaats | Club                 | Wed. | W  | G  | V  | Saldo | Ptn. |
| ------ | -------------------- | ---- | -- | -- | -- | ----- | ---- |
| 1      | Universidad Católica | 34   | 20 | 8  | 6  | 70:34 | 48   |
| 2      | Colo-Colo            | 34   | 17 | 10 | 7  | 63:42 | 44   |
| 3      | Santiago Wanderers   | 34   | 16 | 11 | 7  | 46:33 | 43   |
| 4      | Universidad de Chile | 34   | 18 | 6  | 10 | 79:49 | 42   |
| 5      | Palestino            | 34   | 14 | 10 | 10 | 52:40 | 38   |
| 6      | Magallanes           | 34   | 14 | 10 | 10 | 46:48 | 38   |
| 7      | Deportes La Serena   | 34   | 12 | 12 | 10 | 46:42 | 36   |
| 8      | Green Cross-Temuco   | 34   | 12 | 11 | 11 | 64:52 | 35   |
| 9      | O'Higgins            | 34   | 12 | 11 | 11 | 43:48 | 35   |
| 10     | Unión La Calera      | 34   | 12 | 7  | 15 | 45:60 | 31   |
| 11     | Rangers              | 34   | 10 | 10 | 14 | 65:65 | 30   |
| 12     | Audax Italiano       | 34   | 9  | 12 | 13 | 52:56 | 30   |
| 13     | Everton              | 34   | 12 | 6  | 16 | 47:57 | 30   |
| 14     | Unión San Felipe     | 34   | 11 | 7  | 16 | 57:65 | 29   |
| 15     | Unión Española       | 34   | 9  | 10 | 15 | 37:46 | 28   |
| 16     | San Luis             | 34   | 8  | 12 | 14 | 35:49 | 28   |
| 17     | Santiago Morning     | 34   | 8  | 8  | 18 | 41:69 | 24   |
| 18     | Ferrobádminton (P)   | 34   | 8  | 7  | 19 | 45:78 | 23   |

|     | Kampioen, gekwalificeerd voor Copa Libertadores 1967 |
|     | Gekwalificeerd voor Copa Libertadores 1967           |
|     | Degradatie                                           |
| (P) | Promovendus                                          |